# Хобос (Порторико)
Хобос (шп. Jobos) град је у америчкој острвској територији Порторико, острвској држави Кариба.

## Демографија
По попису из 2010. године број становника је 2.479, што је 996 (-28,7%) становника мање него 2000. године.
| Група             | 2000.         | 2010.         |
| Белци             | 13 (0,4%)     | 8 (0,3%)      |
| Афроамериканци    | 549 (15,8%)   | 642 (25,9%)   |
| Азијати           | 3 (0,1%)      | 4 (0,2%)      |
| Хиспаноамериканци | 3.451 (99,3%) | 2.463 (99,4%) |
| Укупно            | 3.475         | 2.479         |